# Línia ortodròmica

Distància ortodròmica entre dos punts al llarg d'un cercle màxim sobre la superfície d'una esfera.

Una línia ortodròmica o ortodròmia és el camí més curt entre dos punts de la superfície terrestre, és l'arc de cercle màxim, menor de 180 graus, que els uneix. Entre dos punts de la superfície terrestre es poden traçar tres línies diferents: ortodròmica, loxodròmica i isoazimutal.
Si els punts estiguessin separats 180 graus, serien punts oposats, també coneguts com a antípodes, i entre ells es podrien traçar infinits arcs de 180 graus d'igual longitud.
Les ortodròmies apareixen representades com a rectes en els mapes traçats amb la projecció gnomònica.
L'ortodròmica té el greu inconvenient, per a la representació cartogràfica, de presentar un angle diferent amb cada meridià, excepte quan aquesta ortodròmica coincideix amb un meridià o amb l'equador. Per això, és difícil traçar una ruta de navegació que segueixi l'ortodròmica, ja que obligaria a continus canvis de rumb. Quan les distàncies són grans i seguir el camí més curt suposa un estalvi significatiu, es realitza una aproximació marcant una sèrie de punts intermedis, en els quals es canvia de rumb, i entre els quals se segueixen les corresponents loxodròmiques.
La línia ortodròmica té tres punts rellevants que són:
- Punt de sortida ( A ),
- Punt d'arribada ( B ),
- Vèrtex: el punt de major latitud, que pot ser dins o fora de l'arc considerat.

## Finals del segle XX

Plànol de Manhattan. La distància euclidiana, no es correspon amb el «camí més curt possible» entre dos punts d'aquesta ciutat, a més de no ser únic (el verd). Els 3 camins restants són més llargs però d'igual longitud entre si.

En els últims anys del Segle XX les dificultats de realitzar trajectes que segueixin la corba ortodròmica es va veure enormement facilitada, a conseqüència de la possibilitat de navegar sense fer servir brúixoles. Va ser la implementació dels sistemes de posicionament global tipus "GPS" el que va atorgar noves possibilitats de referència extremadament precises.
Si a més es pensa en els avenços dels sistemes de control de navegació per ordinador, totalment interactius amb els GPS, un s'adonarà que a partir d'això, que el seguir una trajectòria ortodròmica deixa de ser un inconvenient.

## Circumstàncies reals
Hi ha ( o pot existir ) una diferència entre els "camins ideals" com podria ser una corba ortodròmica i els "camins possibles". Els camins possibles han de lluitar amb factors de la realitat com poden ser: marees, corrents, vents i bloquejos directes com són les illes, els continents, les muntanyes, i fins als edificis en una zona urbana.
De qualsevol manera per camins molt llargs sol ser convenient ( en temps i economia ) aproximar-se el màxim possible a la corba ortodròmica.

## Gràfic comparatiu

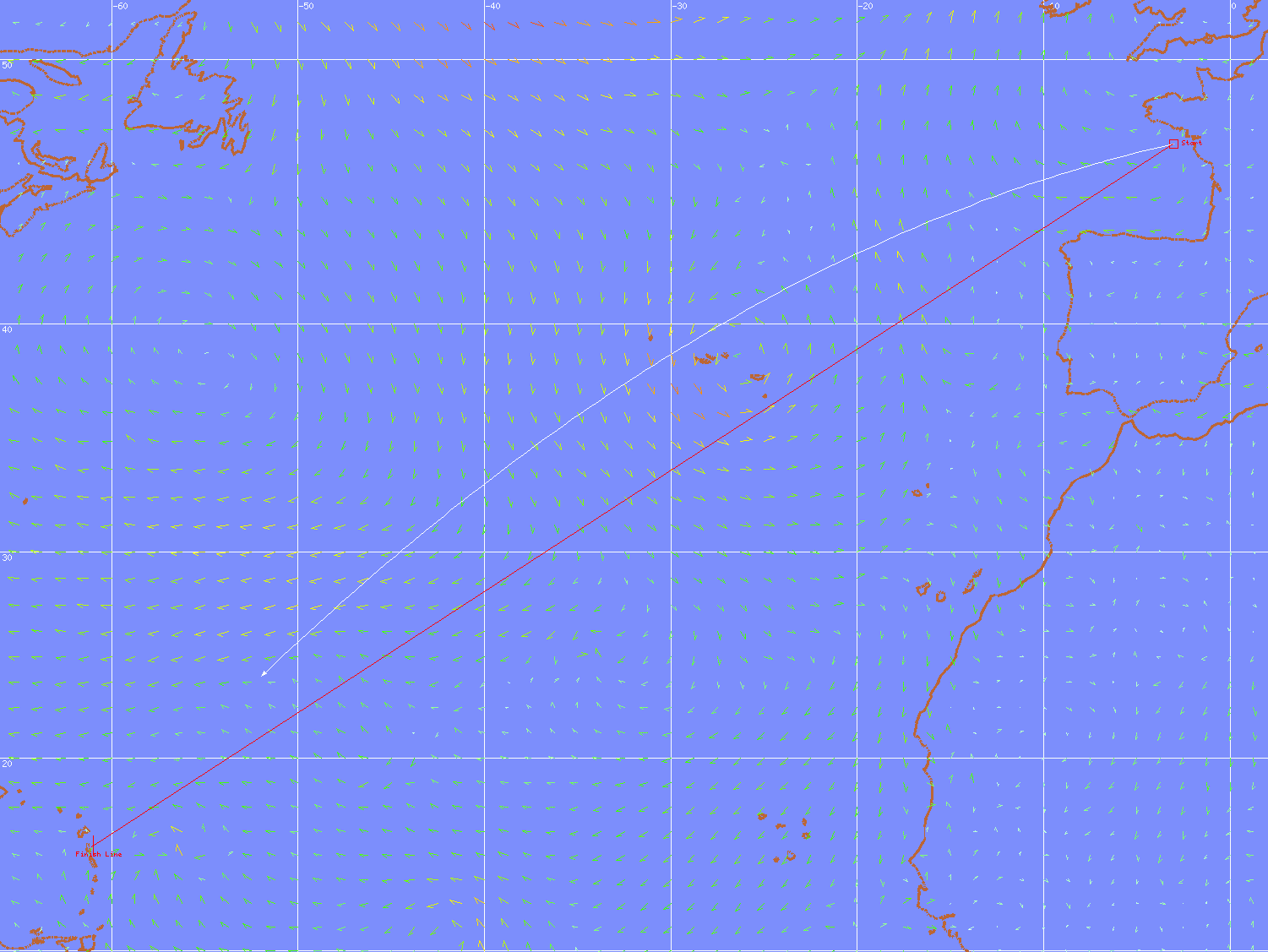
Comparació, rumb ortodròmic comparat amb el rumb loxodròmic